# Chiesa della Santissima Trinità a Viaccia
La chiesa della Santissima Trinità a Viaccia si trova nel comune di Prato.

## Storia e descrizione
Il complesso di chiesa, canonica e opere parrocchiali (completato nel 2004 dall'impresa di costruzioni Co.e.g. di Ivan Galotta s.n.c. su progetto di Teo Giorgi e Dania Brogi) è ricollegato da uno spazio aperto porticato. L'aula liturgica ha pianta quadrangolare e copertura a doppia falda con colmo inclinato.